# Mukhtar Asjrafi
Mukhtar Asjrafi (russisk: Мухтар Ашрафович Ашрафи tr. Mukhtar Asjrafovitj Asjrafi , usbekisk: Muxtor Ashrafovich Ashrafiy ;født 1. juni 1912 i Bukhara, død 15. december 1975 i Tasjkent, Usbekistan, Rusland) var en usbekisk/russisk komponist, professor, lærer, rektor og forfatter.
Asjrafi studerede komposition på Moskva musikkonservatorium (1934-1936) hos Sergej Vasilenko, og studerede videre på Leningrad Musikkonservatorium (1941-1944). Han har skrevet to symfonier, orkesterværker, kammermusik, en opera, korværker, balletmusik etc. Han var den første som komponerede en symfoni fra Usbekistan i 1942. Asjrafi underviste i komposition på Tasjkent Musikkonservatorium fra 1944, og blev professor på samme skole i 1953, og rektor fra 1971 til 1975. Han var forfatter til bøgerne Indiske dagbøger og Musikken i mit liv, og adskillige artikler om musik i usbekiske magasiner og tidsskrifter.

## Udvalgte værker
- Symfoni nr. 1 "Heroisk" (1942) - for orkester
- Symfoni nr. 2 "Ære til sejre" (1944) - for orkester
- Symfonisk digtning "Morgen i mit moderland" (1954) - for orkester
- Rapsodisk digtning "Timur-Malik" (1963) - for orkester